# SS City of Brooklyn
El SS City of Brooklyn fue un buque de vapor construido en Glasgow (Escocia) en 1868 por Tod & McGregor. Inicialmente fue propiedad de la Inman Line, que se encargó de su explotación. Tenía 2.911 toneladas y 370 pies (110 metros) de eslora y una manga de 42 pies (13 m). Realizaba travesías entre Liverpool (Reino Unido) y Nueva York (Estados Unidos). Naufragó el 8 de noviembre de 1885 en la isla de Anticosti. No hubo víctimas.